# Aliabad-e Dżouhari
Aliabad-e Dżouhari (pers. علي اباد جوهرئ) – wieś w Iranie, w ostanie Fars. W 2006 roku liczyła 61 mieszkańców w 13 rodzinach.